# Juan Bautista Urberuaga
 (juin 2024).
Si vous disposez d'ouvrages ou d'articles de référence ou si vous connaissez des sites web de qualité traitant du thème abordé ici, merci de compléter l'article en donnant les références utiles à sa vérifiabilité et en les liant à la section « Notes et références ».
Juan Bautista Urberuaga, né le 21 janvier 1943, au Venezuela, est un ancien joueur vénézuélien naturalisé espagnol de basket-ball. Il évolue au poste d'ailier.